# San Simonito
San Simonito är en ort i Mexiko.   Den ligger i kommunen Tenancingo och delstaten Mexiko, i den sydöstra delen av landet, 70 km sydväst om huvudstaden Mexico City. San Simonito ligger 2 125 meter över havet och antalet invånare är 2 028.
Terrängen runt San Simonito är lite bergig. Runt San Simonito är det ganska tätbefolkat, med 120 invånare per kvadratkilometer. Närmaste större samhälle är Tenancingo de Degollado, 6,2 km sydväst om San Simonito. I omgivningarna runt San Simonito växer huvudsakligen savannskog.